# Bellator Middleweight Championship
Il Bellator Middleweight Championship è il titolo massimo della Bellator MMA e, come indica lo stesso nome, il titolo è riservato alla categoria dei pesi medi (da 77 a 84 kg).

## Titolo dei pesi medi (da 77 kg a 84 kg)
| Nome | Data                             | Luogo                   | Difese |
| --- | -------------------------------- | ----------------------- | --- |
| Hector Lombard batté Jared Hess | 19 giugno 2009 (Bellator 12)     | Hollywood, Stati Uniti  | - batté Alexander Shlemenko a Bellator 24 il 28 ottobre 2010 |
| Lombard rese vacante il titolo il 24 aprile 2012, quando lasciò la Bellator per l'UFC. |                                  |                         | |
| Alexander Shlemenko batté Maiquel Falcão | 7 febbraio 2013 (Bellator 88)    | Duluth, Stati Uniti     | - batté Brett Cooper a Bellator 98 il 7 settembre 2013 - batté Doug Marshall a Bellator 109 il 22 novembre 2013 - batté Brennan Ward a Bellator 114 il 28 marzo 2014    |
| Brandon Halsey | 26 settembre 2014 (Bellator 126) | Phoenix, Stati Uniti    | |
| Halsey fu privato del titolo il 14 maggio 2015 dopo aver fallito il taglio del peso per la difesa del titolo a Bellator 137. Halsey sconfisse Kendall Grove in un incontro catchweight dove il titolo era in palio solo per Grove. |                                  |                         | |
| Rafael Carvalho batté Brandon Halsey | 23 ottobre 2015 (Bellator 144)   | Uncasville, Stati Uniti | - batté Melvin Manhoef a Bellator 155 il 20 maggio 2016 - batté Melvin Manhoef a Bellator 176 il 8 aprile 2017 - batté Alessio Sakara a Bellator 190 il 9 dicembre 2017 |
| Gegard Mousasi | 25 maggio 2018 (Bellator 200)    | Londra, Inghilterra     | - batté Rory MacDonald a Bellator 206 il 29 settembre 2018 |
| Rafael Lovato Jr. | 22 giugno 2019 (Bellator 223)    | Londra, Inghilterra     | |
| Lovato rese vacante titolo il 10 febbraio 2020, quando gli è stato diagnosticato un cavernoma cerebrale. |                                  |                         | |
| Gegard Mousasi (2) batté Douglas Lima | 15 ottobre 2020 (Bellator 250)   | Uncasville, Stati Uniti | - batté John Salter a Bellator 264 il 13 agosto 2021 |